# Phare de Nazaré
Le phare de Nazaré (ou phare du Fort de São Miguel Arcanjo) est un phare situé dans la freguesia de Nazaré de la municipalité de Marinha Grande, dans le district de Leiria (Région Centre du Portugal).
Il est géré par l'autorité maritime nationale du Portugal à Oeiras (Grand Lisbonne).
Il se trouve dans l'enceinte du Fort de São Miguel Arcanjo et il est classé comme Immeuble d'intérêt public

## Histoire
Ce petit phare n'est qu'une lanterne rouge avec galerie, construite en 1906, sur une terrasse du fort de São Miguel Arcanjo qui date de 1577. C'est un feu à occultations émettant un éclat blanc de deux secondes, toutes les trois secondes. Une corne de brume complète cette signalisation en émettant un coup de sirène de dix secondes toutes les 35 secondes, par temps de fort brouillard.
Il est localisé sur un promontoire rocheux à la limite ouest de la ville de Nazaré, un village maintenant populaire comme station balnéaire.
Identifiant : ARLHS : POR032 ; PT-132 - Amirauté : D2074 - NGA : 3316.
|                            |
| Fort de São Miguel Arcanjo |

|          |
| Le phare |

### Lien connexe
- Liste des phares du Portugal